# Pierson (Floryda)
Pierson – miasto w Stanach Zjednoczonych, w stanie Floryda, w hrabstwie Volusia.